# 夺魂使者
《夺魂使者》（英語：Soultaker）是维维安·席林编剧、迈克尔·里西执导的1990年美国奇幻恐怖片，乔·艾斯特维兹扮演电影同名主角，其他演员包括维维安·席林、格雷格·汤姆森、查克·威廉姆斯、罗伯特·齐达和大卫·“鲨鱼”·弗雷利克。影片讲述几名年轻人因车祸导致灵魂出窍，设法逃脱前来拘魂的“夺魂使者”魔爪。席林根据现实生活中遭遇的车祸创作剧本，并受到动作国际影业制片人埃里克·帕金森的显著影响。
《夺魂使者》共用五周拍摄完成，预算仅25万美元，原计划直接发行录像带，但还是得到限量放映的机会，在全美共发行八卷拷贝。电影面世后评价不佳，但在1992年获土星獎最佳录像带发行奖。影片一度计划拍摄续集，演员阵容包括詹姆斯·厄尔·琼斯和費·唐娜薇，但始终未能落实。席林后将续集构思发展成小说《寂灭》，于2002年出版。1999年，《夺魂使者》入选电视喜剧《神秘科学影院3000》第十季第一集。

## 剧情
暑假期间，死亡天使（罗伯特·齐达饰）指示下属“夺魂使者”（乔·艾斯特维兹饰）杀死五名年轻人并拘回他们的灵魂，分别是扎克（Zack，格雷格·汤姆森饰）和朋友布拉德（Brad，大卫·“鲨鱼”·弗雷利克饰）、汤米（Tommy，查克·威廉姆斯饰），还有布拉德的女友坎迪丝（Candice，辛达·卢·弗里曼饰）和扎克的前女友娜塔莉（Natalie，维维安·席林饰）。娜塔莉的朋友先行离去，扎克提出用布拉德的车送她回家，布拉德刚刚吸食可卡因，神智尚不清醒，勉强同意她上车。高速行驶的布拉德为避开突然出现的夺魂使者撞车，坎迪丝当场死亡，另外四人昏迷不醒并且灵魂出窍。夺魂使者马上拘走坎迪丝的魂魄并通知上级，死亡天使要求他拘得另外四人的灵魂。扎克等人的魂魄以为自己还活着并回到汽车旁，此时各人的驱体已被送往医院抢救。夺魂使者突然现身并拘得布拉德的灵魂，其他魂魄无法阻止，只能马上逃窜。
众魂跑进便利商店向收银员求救，但对方根本看不见他们。扎克等魂看到新闻报导车祸，对其中说法颇感摸不着头脑，娜塔莉责怪扎克让明知刚吸过毒的布拉德开车。三魂离开商店拨打求助热线，但接线员听不见他们说话，很快挂断。夺魂使者再度出现，本想夺走娜塔莉的魂魄，但却发现她长得很像自己前世意外杀害的情人，扎克趁他迟疑的机会救下娜塔莉逃走，汤米落在最后。死亡天使斥责下属未能拘下她的灵魂，夺魂使者接下来抓到汤米。
扎克和娜塔莉回到她家，两魂把当晚的遭遇告诉她母亲安娜（Anna，让·莱纳饰）。扎克与娜塔莉重归于好，安娜给女儿放火洗澡，并且娜塔莉洗澡时就在浴室门后看着女儿。扎克从电视上得知，娜塔莉的父亲格兰特市长宣布会在午夜关掉几个年轻人的生命维持系统，并且安娜就出现在电视荧屏上。与此同时，浴室门外的“安娜”突然变成夺魂使者，他告诉娜塔莉，只要愿意一直留在他身边就能获得永生。扎克赶来与夺魂使者搏斗，但根本不是对手，娜塔莉朝夺魂使者开枪也不起作用。她告诉对方，自己只想和扎克在一起，夺魂使者把扎克扔出窗外，但扎克此时只是灵魂，所以没有大碍。
两魂赶往医院，期望能在午夜前回魂复活。夺魂使者在电梯抓到娜塔莉，称电梯会带她前去死后世界，自称是负责收集灵魂的天使，只要娜塔莉愿意和他在一起就能获救，而且扎克已经死亡，她的生命已没有什么值得留恋。四处寻找娜塔莉的扎克遇到已变成另一个夺魂使者的布拉德，原来任何杀人犯的灵魂（哪怕是意外致人死亡）都要付出担任死神的代价。扎克在布拉德的帮助下进入死后世界并救出娜塔莉，还拿到两枚可以帮助他们回归肉体的“灵魂戒指”。
找到躯体后，娜塔莉飞入戒指，但却依然无法苏醒，原来是吊坠导致灵魂无法复体。扎克把她的灵魂拉出来打算再试一次，但夺魂使者也在此时出现。扎克四处逃窜，最终跳下屋顶逃脱。死亡天使出现并告诉夺魂使者，时间已过午夜，他没有完成任务。夺魂使者苦苦求饶，但还是被囚禁在灵魂戒指里。扎克回到驱体内并救醒娜塔莉，后来还在她出院时前去探视。

## 演员
- 乔·艾斯特维兹（Joe Estevez，演员表上显示，意为“那个人”）饰夺魂使者
- 维维安·席林（Vivian Schilling）饰娜塔莉·麦克米兰（Natalie McMillan）
- 罗伯特·齐达（Robert Z'Dar）饰死亡天使
- 格雷格·汤姆森（Gregg Thomsen）饰扎克·泰勒（Zack Taylor）
- 大卫·“鲨鱼”·弗雷利克（David "Shark" Fralick，演员表上显示“大卫·鲨鱼”）饰布拉德·德维尔（Brad Deville）
- 让·莱纳（Jean Reiner）饰安娜·麦克米兰（Anna McMillan）
- 查克·威廉姆斯（Chuck Williams）饰汤米·马切托（Tommy Marcetto）
- 大卫·福塞特（David Fawcett）饰格兰特·麦克米兰（Grant McMillan）市长
- 加里·科勒（Gary Kohler）饰哈格蒂警佐（Sgt. Haggerty）
- 戴夫·斯科特（Dave Scott）饰梅尔警员（Officer Mel）
- 辛达·卢·弗里曼（Cinda Lou Freeman）饰坎迪丝

## 制作
维维安·席林曾与朋友一起遭遇车祸，她根据这段经历花费四个月时间写出《夺魂使者》的剧本。席林是在与动作国际影业（Action International Pictures）制片人埃里克·帕金森（Eric Parkinson）讨论的过程中受到启发，决定创作剧本。片商起初邀请乔·艾斯特维兹出演格兰特·麦克米兰市长，但他之后改为试镜“夺魂使者”。席林还在片中饰演女主角娜塔莉·麦克米兰，这也是她首次主演电影。此前她曾出演佛瑞德·歐勒·雷的科幻片《星际监狱》（Prison Ship）和电视肥皂剧《杏林春暖》，但都是不起眼的小角色。
|                                 | 18岁那年我刚高中毕业，和朋友一起参加聚会。有个男生提出送我们回家，那时候我们自以为很了解他。他看起来都还好，但我们上车后才发现他开起车来真像个疯子，开得好快，直到撞到树上。我坐在前座，完全就让仪表板给埋了，那时候真是惨。我当时坐在里面，有段时间甚至以为自己快没命了。后来我一直对能活下来感到庆幸，但也常常会想，会不会我当时本该死掉，只是现在根本不知道？ |
| ——维维安·席林，《方格利亚》杂志 | |

《夺魂使者》在亚拉巴马州莫比尔取景，拍摄周期共五周，预算仅25万美元。1989年初，26岁的迈克尔·里西（Michael Rissi）获聘导演本片，这也是他首次执导长片。里西曾导演1987年短片《蛇眼》（Snake Eyes），该片属合集电影《恐怖之眼》（Terror Eyes）的组成部分，帕金森和席林均曾参与电影制作。里西起初不想接手，但又对导演平行宇宙题材电影很感兴趣，所以决定加盟，最终电影的广告和字幕上都注明本片是“迈克尔·里西作品”。电影摄制从1989年7月开始，动作国际影业买下发行权，这也是该司当时投入最大的项目。
电影制作期间遇到很多问题，例如拍摄撞车场景时车子打不着火，损失半天时间。席林在接受《蛇蝎美人》（Femme Fatales）杂志采访时称，受时间和成本限制，近三分之一的剧本必须重写。后来她还在该杂志发表文章，介绍片中为投资商和摄制组增加的一组镜头。片商要求她裸体出镜，声称此举能提升电影销量，但席林最终没有照办。

## 发行
《夺魂使者》由动作国际影业发行，原计划直接发行录像带，但还是得到限量放映的机会，于1990年10月26日在美国上映，共发行八卷拷贝。动作国际影业没有剧院发行部门，限量发行来自帕金森的争取。据席林透露，电影在她的故乡堪萨斯州威奇托上座率不高，但在其他几家影院都很卖座，而且电影的录像带在海外市场热销。1991年1月24日，《夺魂使者》发行录像带，后于1999和2005年分别由想象娱乐（Imagine Entertainment）和汉诺威王朝公司（Hannover House）推出。

### 反响
《夺魂使者》所获评价普遍不佳，大部分评论批准电影的情节和特效。《洛杉矶时报》作家马克·夏隆·史密斯（Mark Chalon Smith）把本片与1968年的《活死人之夜》相比，两部都是小成本制作。史密斯指出，低成本“不一定说明电影不好看或是不吓人”，但《夺魂使者》就实在不怎么样。百视达给电影的评级为两星；吉姆·克拉多克（Jim Craddock）在《视频猎犬之黄金电影猎犬》（VideoHound's Golden Movie Retriever）中的评分只有一星半；《电视指南》给出一星，主要批评剧情和特效，但演员表演还算过关。另据约翰·肯尼斯·缪尔（John Kenneth Muir）记载，电影一度登上互联网电影资料库的“百差电影”榜单。
《综艺》的拉里·科恩（Larry Cohn）对《夺魂使者》青眼有加，认为片中对死后世界的描绘比《人鬼情未了》更加前后一致。 称本片是“《人鬼情未了》的微成本变种”，觉得除席林表现出色外，影片特效和导演都可谓一无是处。迈克尔·戴尔（Michael Dare）在《告示牌》发文，称赞《夺魂使者》是“很好看的低成本奇幻惊悚片”，只是演员表演有些太夸张，而且死亡天使出场后剧情变得越来越弱智。1992年，本片获第18届土星奖最佳录像带发行奖。
约翰·肯尼斯·缪尔2011年的著作《20世纪90年代恐怖片》（Horror Films of the 1990s）给予本片两星，认为席林既是编剧又是主演显然太过自我。书中批评乔·艾斯特维兹和罗伯特·齐达的演出，本应是令人害怕的角色，但却不能让观众产生畏惧。他也把电影与同年上映的《人鬼情未了》和《别闯阴阳界》相比，三部电影都有过去电影没有的平行宇宙主题。在缪尔看来，《夺魂使者》对主题的探讨最为俗气，但这很可能是因为预算实在太少。

## 影响

### 续集
影片一度计划拍摄续集，曾考虑的片名包括《黑暗天使》（Dark Angel）和《黑暗世界》（Dark World）。制片人计划请詹姆斯·厄尔·琼斯（James Earl Jones）和费·唐娜薇出演，还曾联系唐纳德·萨瑟兰。另据罗伯特·齐达透露，威廉·夏特纳曾有意出演死亡天使。续集计划1993年1月在加拿大开拍，蒂波尔·塔卡克斯（Tibor Takács）执导，但因资金问题始终未能落实。席林后来把未完成的剧本发展成小说《寂灭》，修改故事前提的同时还加入新角色。小说共花七年时间完成，于2002年1月经汉诺威王朝公司出版，是席林的第二本小说。

### 《神秘科学影院3000》
《神秘科学影院3000》（Mystery Science Theater 3000）是美国电视喜剧剧集，讲述主角和两个机器人朋友参加科学实验，实验过程就是强迫他们观看烂片。1999年4月11日《夺魂使者》入选该剧第十季第一集，在科幻频道播映，电视剧主创人和初版主持人乔尔·霍奇森（Joel Hodgson）和弗兰克·康尼夫（Frank Conniff）分别在这集客串乔尔·罗宾逊（Joel Robinson）和电视弗兰克（TV's Frank）。剧中恶搞情节把席林与坦雅·哈定相提并论，席林本人虽未观看这集，但对节目把她与哈定比较感到不满。缪尔认为，《夺魂使者》本来还获得些许好评，但入选《神秘科学影院3000》就等于打上“烂片”的标签。
分集获得好评，节目粉丝和评论家都认为这是整部电视剧表现非常好的一集。《影音俱乐部》的埃里克·亚当斯（Erik Adams）认为本集有非常重要的地位，称乔尔·霍奇森离开后却在这集出镜，就像为节目打上合格印章。《浆糊》（Paste）杂志的吉姆·沃雷尔（Jim Vorel）将这集在所有分集中排名第44，称剧中的电影是“小明星/编剧虚荣过头的产物”，觉得这集的精彩回放和主持片段都很优秀。剧迷投票评选《神秘科学影院3000》百佳分集时，本集排名第十八，在第十季中最高。埃利奥特·卡兰（Elliott Kalan）是电视剧播出时期的首席作家，称《夺魂使者》是《神秘科学影院3000》中他非常喜欢的一集。溶解（The Dissolve）网站的查尔斯·布雷梅斯科（Charles Bramesco）指出，《夺魂倒霉》和《神秘科学影院3000》后来的“实验”《未来战争》（Future War）都有助于提升罗伯特·齐达的知名度。
2009年，呐喊工厂（Shout! Factory）推出第十四卷《神秘科学影院3000》剧集系列收藏，收录的四集分别是《夺魂使者》、《疯狂怪物》（The Mad Monster）、《太空追捕》（Manhunt in Space）和《最后正义》（Final Justice）。中还有乔·艾斯特维兹的访谈花絮。。2016年，呐喊工厂宣布失去《夺魂使者》版权，导致“第十四卷”绝版。

## 扩展阅读
- Morgan, Chris. . McFarland & Company. 2015. ISBN 978-0-7864-9678-5.

## 外部鏈接
- AllMovie上《夺魂使者》的资料（英文）
- 互联网电影数据库（IMDb）上《夺魂使者》的资料（英文）
- 爛番茄上《夺魂使者》的資料（英文）
- TCM电影资料库上《夺魂使者》的资料（英文）